# Unnova
Une unnova[réf. nécessaire] est un événement hypothétique pouvant se dérouler à la fin de la vie d'une étoile massive. Une unnova consiste en l'effondrement d'une étoile sur elle-même sans émission intense de particules et d'énergie, à la différence d'une nova ou d'une supernova. Le centre de l'unnova devrait former un trou noir, comme certaines supernovas,,, conduisant à la disparition soudaine de l'étoile lors de son observation. La matière de la partie extérieure de l'étoile pourrait chuter relativement lentement vers le centre de l'unnova, auquel cas des rayonnements gamma de basse énergie pourraient être émis.